# Juan Manuel Brito Arceo
Juan Manuel Brito Arceo (Santa Cruz de Tenerife, 1963. május 30. –) spanyol nemzetközi labdarúgó-játékvezető. Polgári foglalkozása Santa Cruz önkormányzatának tanácsosa.

## Pályafutása

### Nemzeti játékvezetés
1990-ben lett az I. Liga játékvezetője. A nemzeti játékvezetéstől 2006-ban vonult vissza.

### Nemzetközi játékvezetés
A Spanyol labdarúgó-szövetség Játékvezető Bizottsága (JB) terjesztette fel nemzetközi játékvezetőnek, a Nemzetközi Labdarúgó-szövetség (FIFA) 1993-tól tartotta nyilván bírói keretében. A FIFA JB központi nyelvei közül a spanyolt beszéli. Több nemzetek közötti válogatott és klubmérkőzést vezetett, vagy működő társának 4. bíróként segített. A spanyol nemzetközi játékvezetők rangsorában, a világbajnokság-Európa-bajnokság sorrendjében többedmagával a 28. helyet foglalja el 1 találkozó szolgálatával. Az aktív nemzetközi játékvezetéstől 2000-ben búcsúzott. Válogatott mérkőzéseinek száma: 4.

#### Európa-bajnokság
Az európai-labdarúgó torna döntőjéhez vezető úton Belgiumba és Hollandiába a XI., a 2000-es labdarúgó-Európa-bajnokságra az UEFA JB játékvezetőként foglalkoztatta.

##### 2000-es labdarúgó-Európa-bajnokság

###### Selejtező mérkőzés
| Időpont         | Helyszín               | Mérkőzés típusa           | Mérkőzés           | Eredmény | Nézők száma |
| --------------- | ---------------------- | ------------------------- | ------------------ | -------- | ----------- |
| 1999. június 5. | Daugavas Stadion, Riga | előselejtező (2. csoport) | Litvánia–Szlovénia | 1 : 2    | 2 500       |

#### Nemzetközi kupamérkőzések
Vezetett Kupa-döntők száma: 1.

##### Intertotó-kupa
| Időpont             | Helyszín                    | Mérkőzés típusa        | Mérkőzés                      | Eredmény |
| ------------------- | --------------------------- | ---------------------- | ----------------------------- | -------- |
| 1998. augusztus 25. | Karađorđe Stadion, Novi Sad | döntő második mérkőzés | FK Vojvodina–SV Werder Bremen | 1 : 1    |